# Lovoa trichilioides
Lovoa trichilioides är en tvåhjärtbladig växtart som beskrevs av Hermann August Theodor Harms. Lovoa trichilioides ingår i släktet Lovoa och familjen Meliaceae. Inga underarter finns listade i Catalogue of Life.